# Castillo de Trenčín

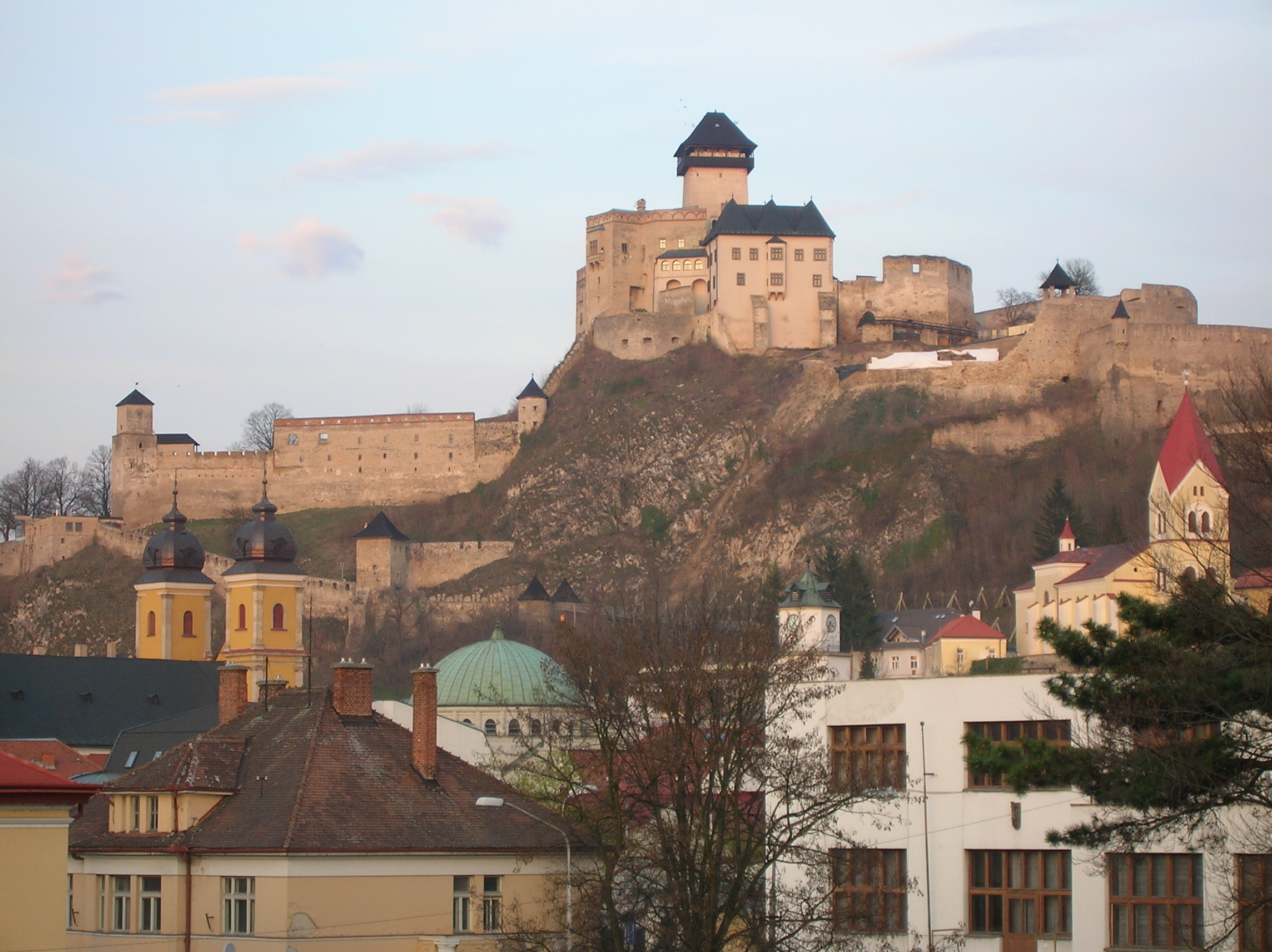
Castillo de Trenčín.

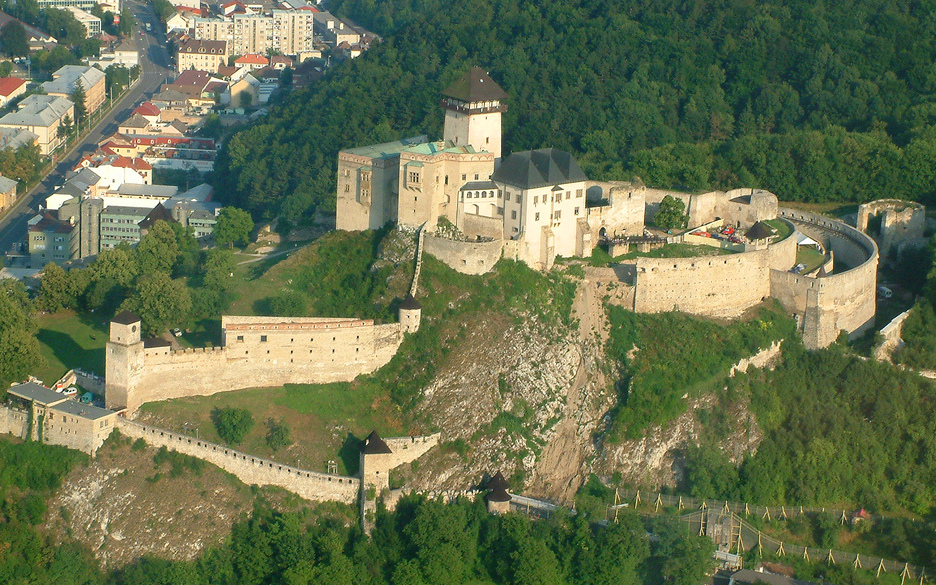
Vista de pájaro del castillo

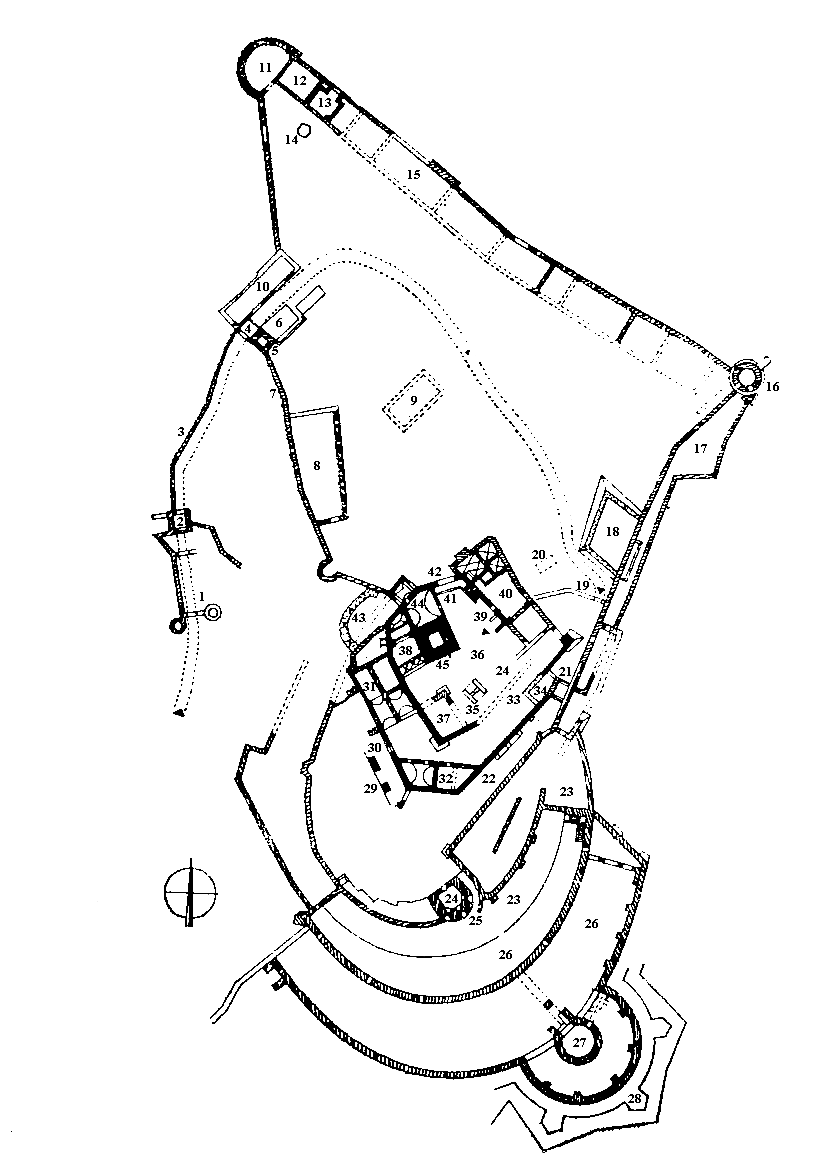
Planta del castillo.

El castillo de Trenčín domina la ciudad de Trenčín, al oeste de Eslovaquia.

## Historia
La historia del castillo se remonta a la época del Imperio romano, lo cual está atestiguado por la inscripción que cuenta la victoria de la II legión romana en Laugaricio, nombre latino de Trenčín, en el año 179. El edificio más antiguo es una rotunda de piedra, posiblemente del periodo Gran Moravia.
Durante los siglos XIII-XIV se convirtió el castillo en la residencia de Mateo Csák, el legendario «Señor del río Váh y de las montañas Tatra». Dio el nombre a la Torre de Matúš, la torre del homenaje que domina tanto la silueta del castillo como la ciudad entera.
El Pozo del Amor, de 70 m de profundidad, pozo de agua está conectado con la leyenda del turco Omar y su gran amor por la bella Fátima, para quien tuvo que excavar el pozo en la roca y así liberarla del castillo donde la tenía cautiva Esteban de Zápolya.

## Presente

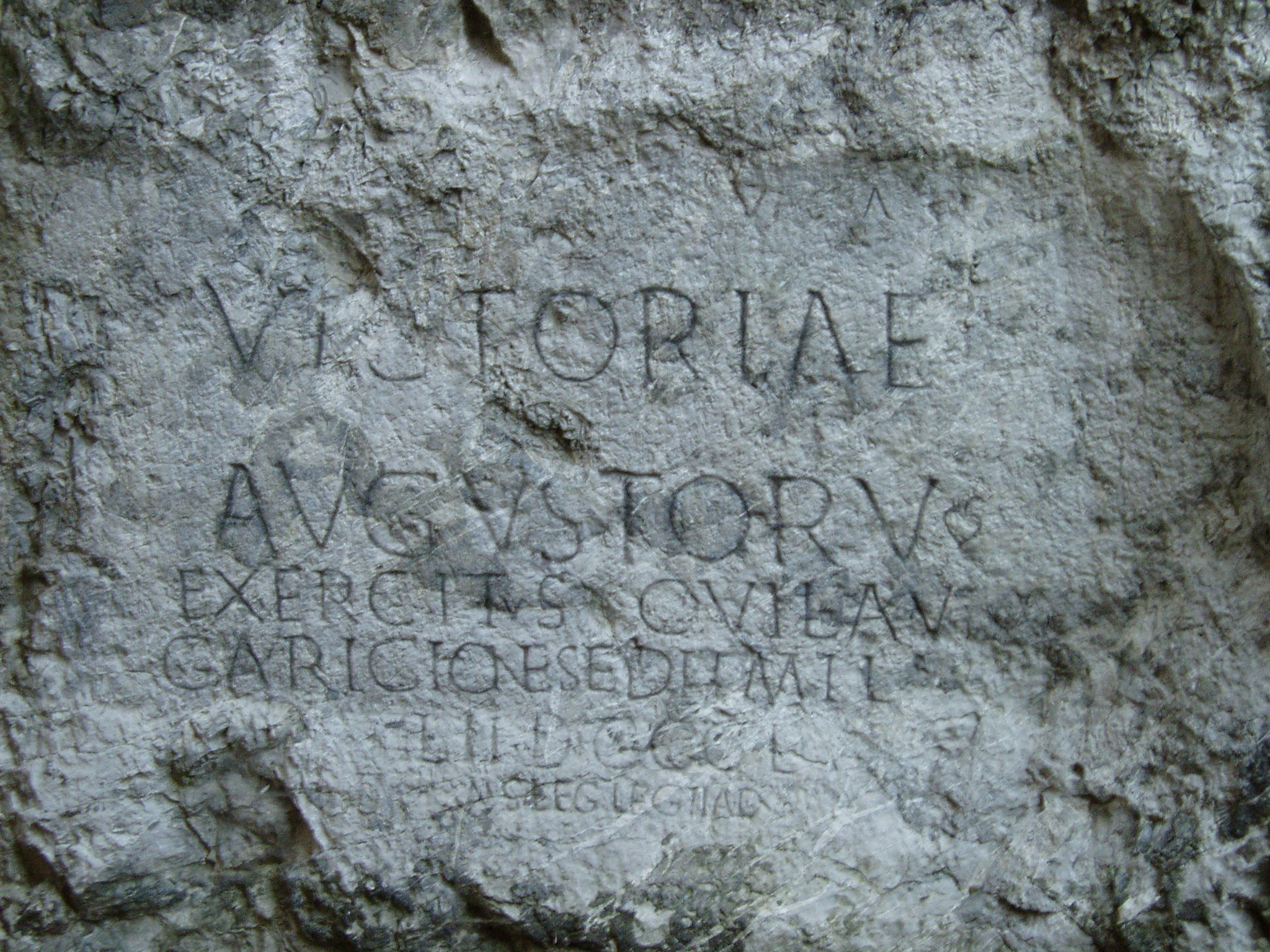
Escrito romano en una roca bajo el castillo.

Las dependencias del castillo albergan exposiciones del museo de Trenčín, documentando la historia de la región y del castillo —exposiciones de muebles históricos, armas, cuadros, pinturas y otros artefactos, así como las galerías del castillo y colecciones y hallazgos arqueológicos. En 1953, el castillo fue calificado de Monumento Cultural Nacional de Eslovaquia. En 2006 atrajo a unos 100.000 visitantes.